# Benoît Reeves
Pour les articles homonymes, voir Reeves.
Benoît Reeves, né le 1er janvier 1960 à Montréal, est un médiateur scientifique franco-canadien spécialisé dans les domaines de l’astronomie et de l’environnement, également chef d'orchestre, musicien et réalisateur.

## Jeunesse et formation
Il est le fils de l'astrophysicien Hubert Reeves et de la musicienne et chercheuse Francine Brunel. La famille arrive en France en 1964, date à laquelle Hubert Reeves est engagé pour une mission au CNRS.
Inscrit au lycée Blaise-Pascal à Orsay, Benoît Reeves se passionne pour la physique générale et l'astrophysique pendant le reste de ses études.
Ses débuts musicaux, parallèlement aux cours de batterie et percussions qu'il prend auprès de Dante Agostini, se font au sein du groupe de rock progressif Skryvania, avec lequel il remporte par dix fois le Tremplin du Golf-Drouot entre 1976 et 1978.
Il acquiert la nationalité française en 1991.

## Carrière professionnelle
Homme de communication, il est également conférencier scientifique depuis 1999. il réalise et présente des documentaires et spectacles de planétarium dans les pays francophones. Il organise et accompagne des voyages de vulgarisation scientifique à l’occasion de phénomènes astronomiques (Nuit des Perséides, comètes, éclipses de soleil, etc.) ou environnementaux. Il organise également des manifestations et conférences grand public, dédiées à l’astronomie et à l’environnement, et intervient depuis 2019 au festival d'astronomie de Fleurance.

## Responsabilités professionnelles
Il est responsable de la section « Astronomie » du Festival international de la photo animalière et de nature de Montier en Der.
De 1994 à 1999, il enseigne un cursus d'arrangements-orchestration et direction d'orchestre au CIM Paris, sous la direction d'Ivan Jullien, Philippe Hodbert et Denis Bioteau.
Il dirige depuis 1997 les chœurs et orchestre en Sorbonne Université Faculté des Sciences et Sorbonne Université Faculté des Lettres, et à l'université Paris Diderot, entre autres,.
En 2021, il intègre le conseil d'administration du fonds de dotation Agir pour la forêt, initié en 2019 par l'Office national des forêts.
Il est membre du conseil d'administration de la Société astronomique de France.

## Réalisations
Il est l’auteur et réalisateur de plusieurs œuvres audiovisuelles de communication scientifique, parmi lesquelles :
- À la recherche du ciel perdu, spectacle portant sur la pollution lumineuse, reconnue aujourd’hui comme un véritable fléau pour les astronomes, la faune et la flore. Ce spectacle a été réalisé en 1996, en co-production avec le Planétarium de Strasbourg, sous la direction d’Agnès Acker.
- Dialogues du ciel et de la vie[11] : Un spectacle d’astronomie, mettant en relation des évènements aussi lointains que des collisions de galaxies et la beauté de la vie sur la Terre. Réalisé en 1999 avec Michel Gonzalez, ancien directeur des programmes France-Inter et France-Culture.
- Mal de Terre[12] : Une adaptation audiovisuelle du livre du même nom. Réalisé en 2005 avec Alain Superbie, ancien directeur de l'Association française d'astronomie.
- Astronomie et écologie[13] : Ce spectacle nous raconte dans la première partie comment notre existence est le résultat d’une longue histoire, dont le premier chapitre connu s’appelle… le Big-Bang. Dans la seconde, il nous montre des signaux virant au rouge. Alerte générale. Mais « là où croît le péril croît aussi ce qui sauve » (Hölderlin).
- L’Univers au fil de l’eau, célébration de l’eau liquide dans l'univers. La réalisation traite, entre autres, des origines de l’eau telle que nous la connaissons. Elle traite également de la problématique autour de la gestion de l’eau pour les siècles à venir[14].
- Images du Cosmos (format DVD et Blu-Ray)[2] : Florilège d’images du cosmos. C’est une invitation au voyage, à un périple pour lequel vous est offert un guide des plus beaux sites de l’univers qu’Hubert Reeves a sélectionnés à l’intention de tous ceux qui lui réclament du rêve et de la connaissance mêlés. « Images du Cosmos » a été réalisé avec le soutien du Monde de la Ferme des Étoiles.

Il a également réalisé deux CD audio :
- Réponses à des questions fréquemment posées chez Frémeaux, La librairie Sonore ;
- L’Univers expliqué à mes petits-enfants chez Csciences.

## Conférences
Benoit Reeves organise régulièrement des conférences pour tous publics, au sein d’écoles ou de festivals,,. Parmi lesquelles :
- De l’astronomie à l’écologie - Des étoiles et des hommes réunissant Benoît Reeves et son père, l’astrophysicien Hubert Reeves, ce grand spectacle audiovisuel raconte dans la première partie comment notre existence est le résultat d’une longue histoire dont le premier chapitre connu s’appelle le Big Bang. Dans la seconde, il nous montre des signaux virant au rouge. Ce spectacle contribue à mieux comprendre ce qui s’est passé et ce qui se passe en ce moment au niveau planétaire[18].
- L’Univers au fil de l’eau retraçant les origines de l’eau sur Terre, et le rapport entre la vie et l’eau[19],[20],[21].
- Voyage au cœur des galaxies : La conférence traite des plusieurs sujets relatifs à l’astronomie, de la naissance des étoiles, aux trous noirs, en passant par le Soleil.« Exoplanètes et exobiologie, les originalités de la vie »[22] : Les récents progrès de l’astronomie contemporaine ont permis la découverte de milliers de planètes tournant autour d’étoiles de notre galaxie. Au fur et à mesure de la conférence, on prend conscience du caractère unique de la Terre.
- Comprendre le cosmos pour dessiner l'avenir, 2019, conférence TEDxPointeàPitre[23].